# Rodewisch
Rodewisch è una città di 6 451 abitanti della Sassonia, in Germania, nel circondario del Vogtland. 
Lo Sputnik 1 è stato visto per la prima volta al mondo a Rodewisch. Rodewisch è stata menzionata per la prima volta nel 1411 ed è una città dal 1924. La città odierna si è formata nel 1859 dalla fusione dei tre distretti di Obergöltzsch, Untergöltzsch e Niederauerbach. Rodewisch ha due ospedali e un planetario. Fino al 1926 la città ospitava una grande fabbrica di ottone, la più grande della Germania settentrionale. Rützengrün e Röthenbach appartengono a Rodewisch rispettivamente dal 1992 e dal 1994.